# هورمودر بالا (فين)
هورمودر بالا (بالفارسية: هورمودر بالا) هي قرية تقع في إيران في قسم فين الريفي. يقدر عدد سكانها بـ 28 نسمة.